# Lamprosema forsteri
Lamprosema forsteri là một loài bướm đêm trong họ Crambidae.